# Clarenbach (Remscheid)
Clarenbach ist eine Ortschaft im Norden der nordrhein-westfälischen Großstadt Remscheid.
Sie liegt im Westen des Stadtbezirks Lüttringhausen an der Grenze zum Stadtbezirk Alt-Remscheid (Ortsteil Haddenbach) und zum Wuppertaler Ortsteil Ronsdorf.

## Geschichte
Die erste urkundlich belegte Wassernutzung in der Clarenbach datiert auf das Jahr 1475.
Die Ortschaft Clarenbach wird 1495 als Clarenbeck erwähnt, dann 1564 als Clarenbech, 1597 als Clarenbach und ab 1683 in der jetzigen Fassung Klarenbach.

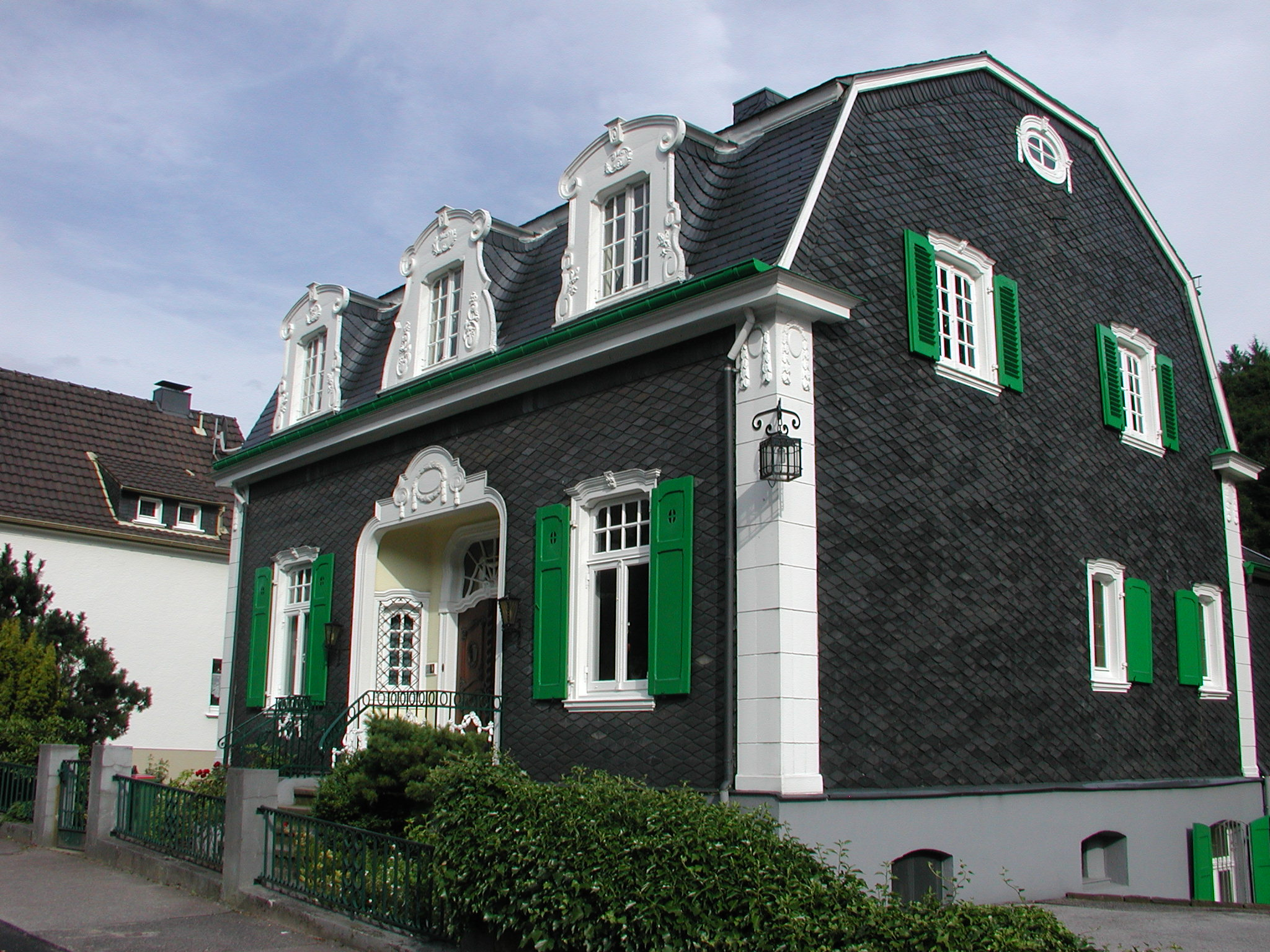
Clarenbach Grimm'sches Bürogebäude

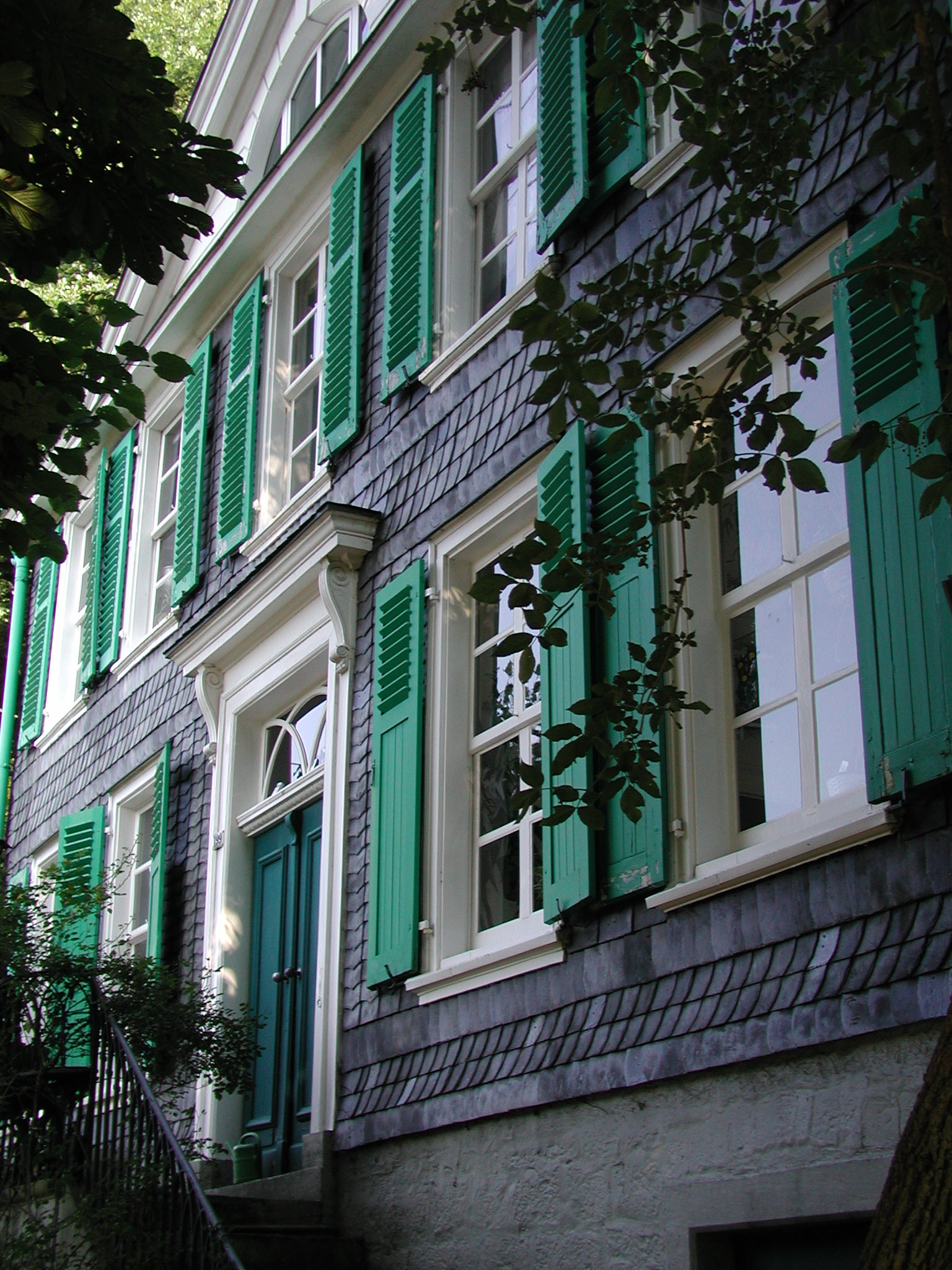
Haus Clarenbach 13, ältestes Gebäude der Hofschaft.

## Geografie, Verkehr und Infrastruktur
Bei Clarenbach mündet der Leyerbach in den Morsbach, der in großen Teilen die Grenzlinie zum benachbarten Ortsteil Haddenbach bildet. Die Ortschaft liegt im Schnittpunkt der Straßen nach Remscheid, Hasten, Solingen, Ronsdorf und Lüttringhausen.
Ursprünglich gab es in der Ronsdorfer Straße ein Postamt, das aber wegen der Rationalisierungsmaßnahmen durch eine private Postagentur ersetzt wurde. Heute gibt es hier zur Nahversorgung noch eine Bäckerei.
Am 21. August 1891 erfolgte der Anschluss an die Ronsdorf-Müngstener Eisenbahn aus Richtung Ronsdorf. Die 9,2 km lange Anschlussverlängerung nach Müngsten kam am 16. November desselben Jahres. Die Strecke diente dem Personen- und Güterverkehr. Am Anfang der Morsbachtalstraße befand sich die „Güterstelle Klarenbach“, wo Transportgüter abgeholt und aufgeben werden konnten. Eine  Straßenbahnlinie verkehrte von Ronsdorf durch die Clarenbach bis zur „Schönen Aussicht“. Heute bedienen von Clarenbach  aus Stadtbuslinien alle benachbarte Ortschaften. Die Wasserkraft der Bäche wurde seit dem Spätmittelalter von Schleifkotten und Wasserhämmern zur Metallverarbeitung genutzt. Noch heute gibt es metallverarbeitende Betriebe in Clarenbach.
Ein altes, gepflegtes Schieferhaus (früher „Herrenhaus“) am Hang ist das älteste Gebäude in der Clarenbach. Sehenswert ist auch das Bürogebäude des Stahlwerks Grimm, das im bergischen Barockstil erbaut wurde.